# Robert S. Kerr
Robert S. Kerr (Ada, 1896. szeptember 11. – Washington, 1963. január 1.) amerikai üzletember és politikus, az Amerikai Egyesült Államok szenátora (Oklahoma, 1949–1963). 

## Élete
Mielőtt a politikai pálya felé fordult, Kerr egy kőolajipari vállalatot alapított. 1943 és 1947 között Oklahoma 12. kormányzója volt, és háromszor választották be az Egyesült Államok szenátusába. Kerr természeti erőforrásokkal foglalkozott, munkái között olyan vízügyi projektek szerepelnek, amelyek az Arkansas folyót a Mexikói-öböllel kötik össze. Ő volt az első oklahomai kormányzó, aki az állam területén született.